# Kolej Warszawsko-Wiedeńska

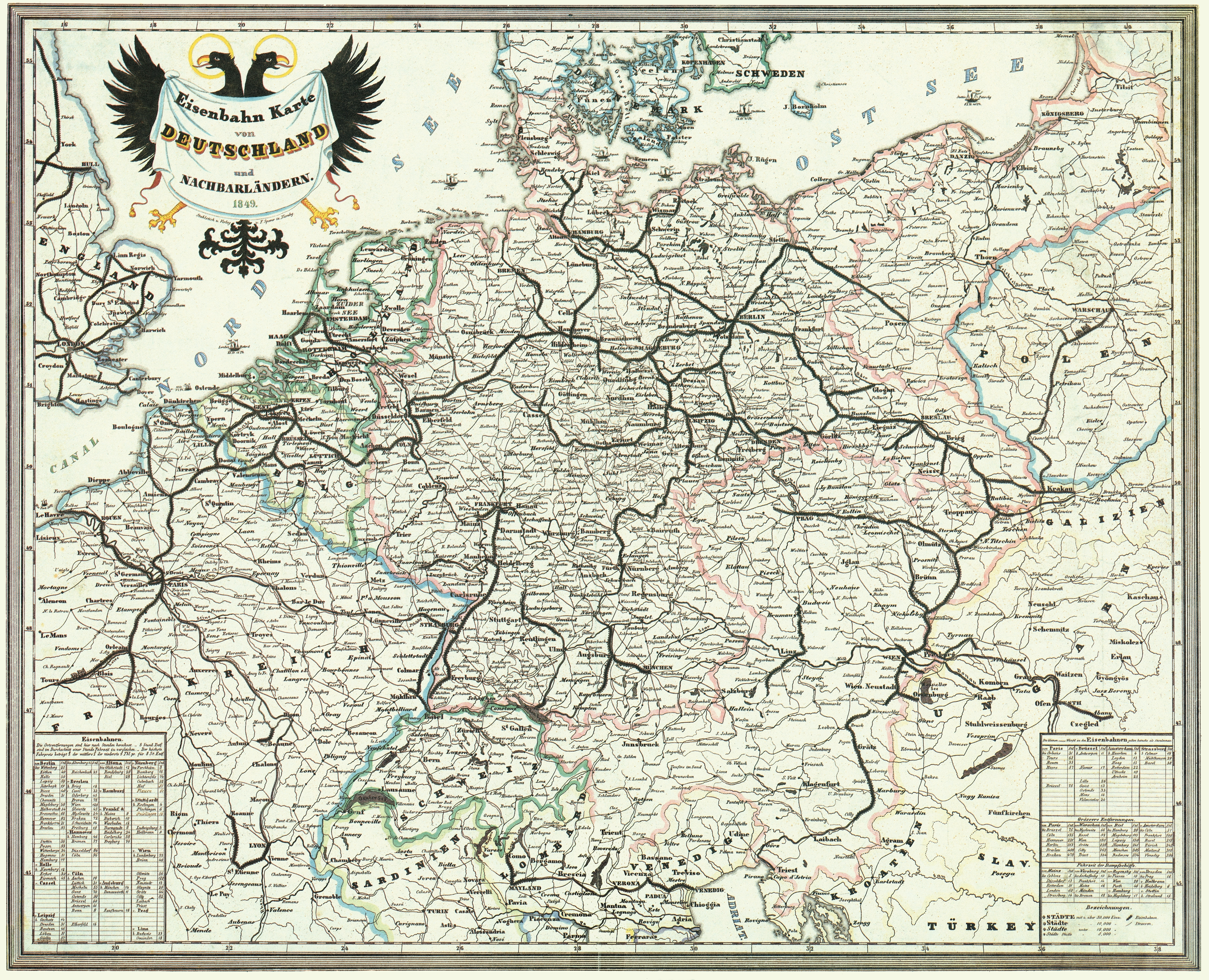
Trasa Kolei Warszawsko-Wiedeńskiej na mapie z 1849 r.

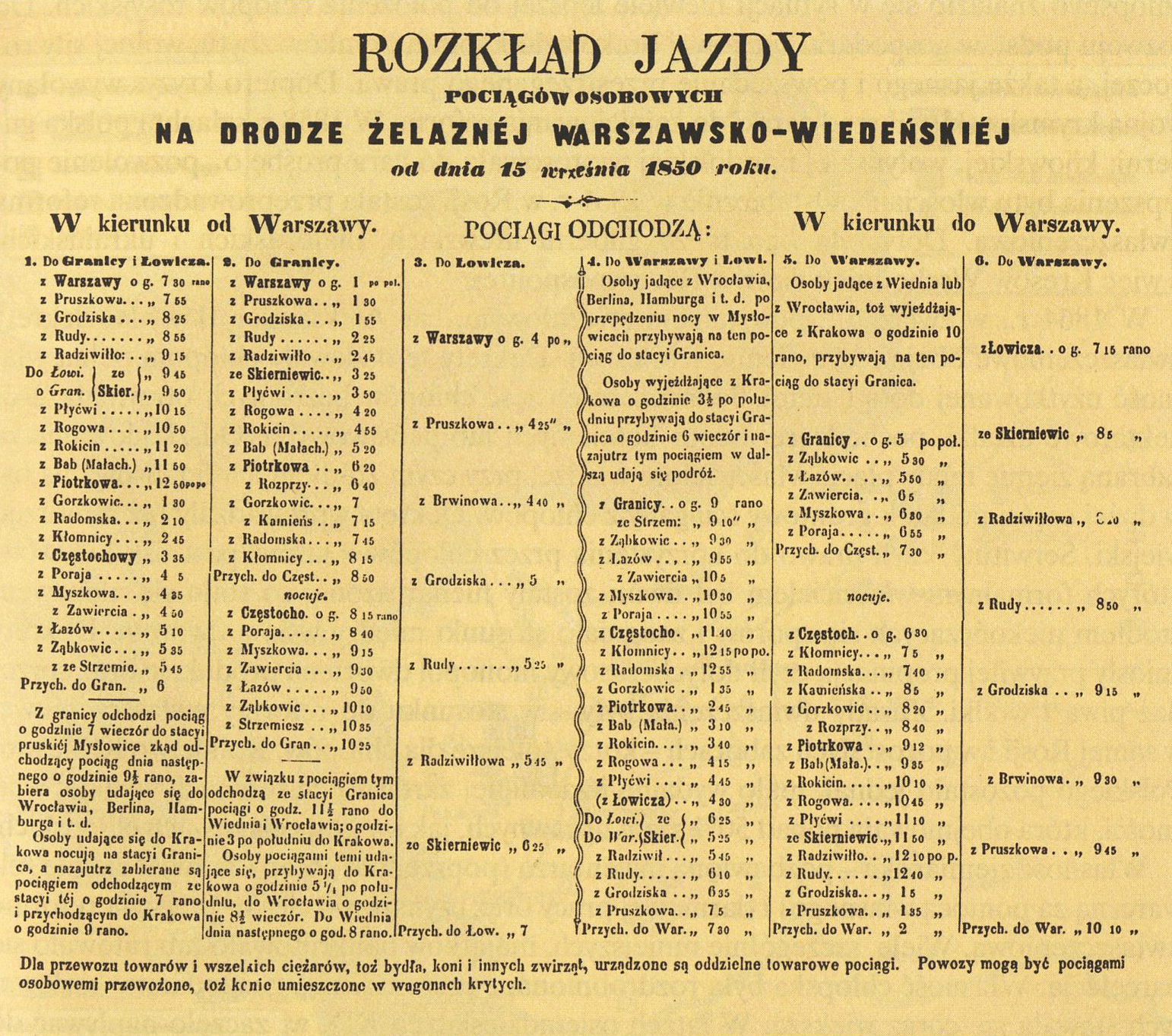
Rozkład jazdy Kolei Warszawsko-Wiedeńskiej z 1850

Kolej Warszawsko-Wiedeńska (Варшавско-Венская железная дорога, również Droga Żelazna Warszawsko-Wiedeńska) – linia kolejowa łącząca Warszawę z granicą zaboru austriackiego (Galicją). Była pierwszą linią kolejową na ziemiach ówczesnego Królestwa Polskiego i drugą w Imperium Rosyjskim. Pierwszy odcinek wybudowano w 1845 roku, a w 1912 została upaństwowiona przez władze rosyjskie.

## Historia

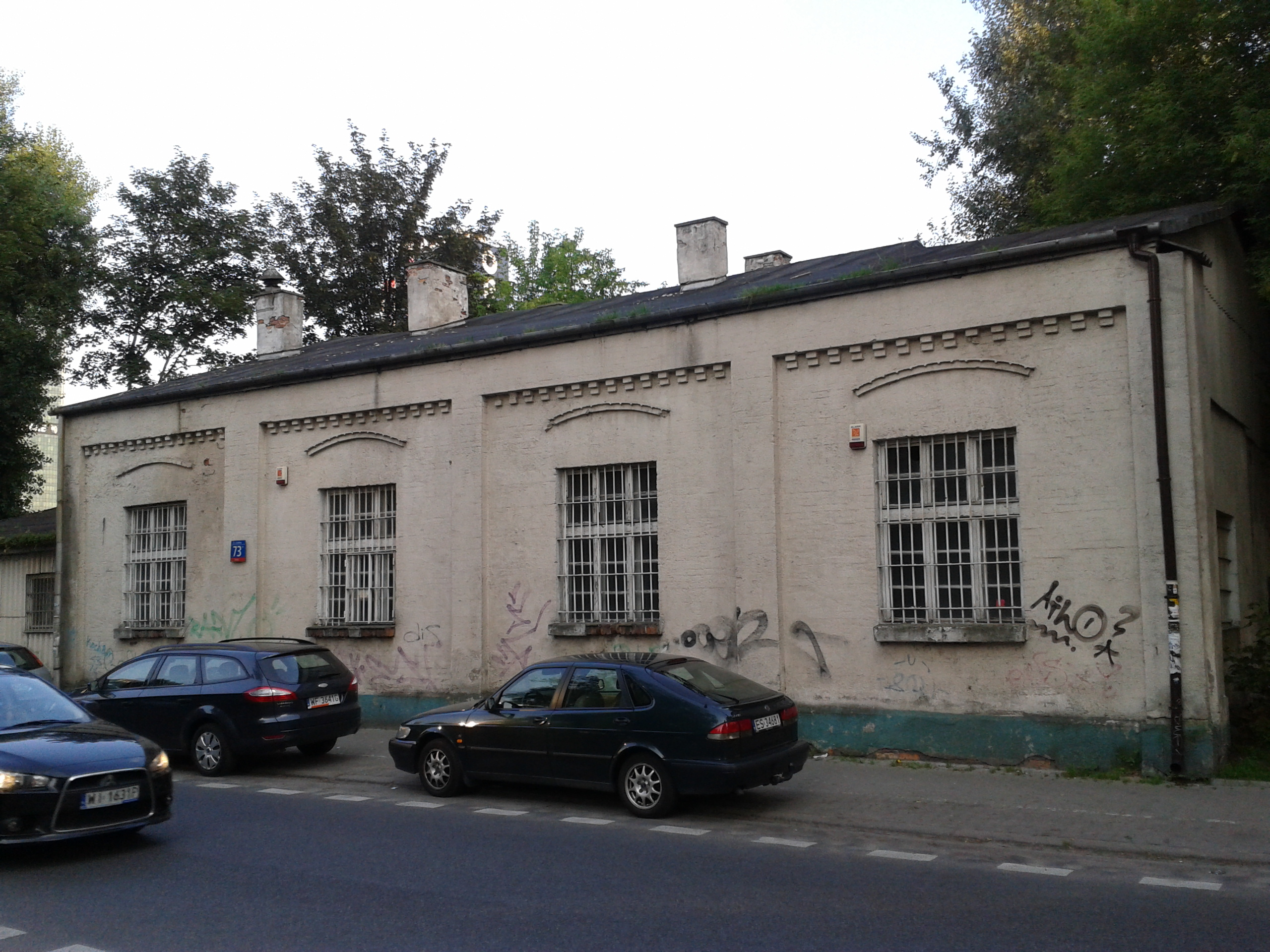
Ostatni relikt kompleksu budynków Kolei Warszawsko-Wiedeńskiej w Warszawie – warsztaty przy ul. Chmielnej 73, budynek został zburzony w 2013

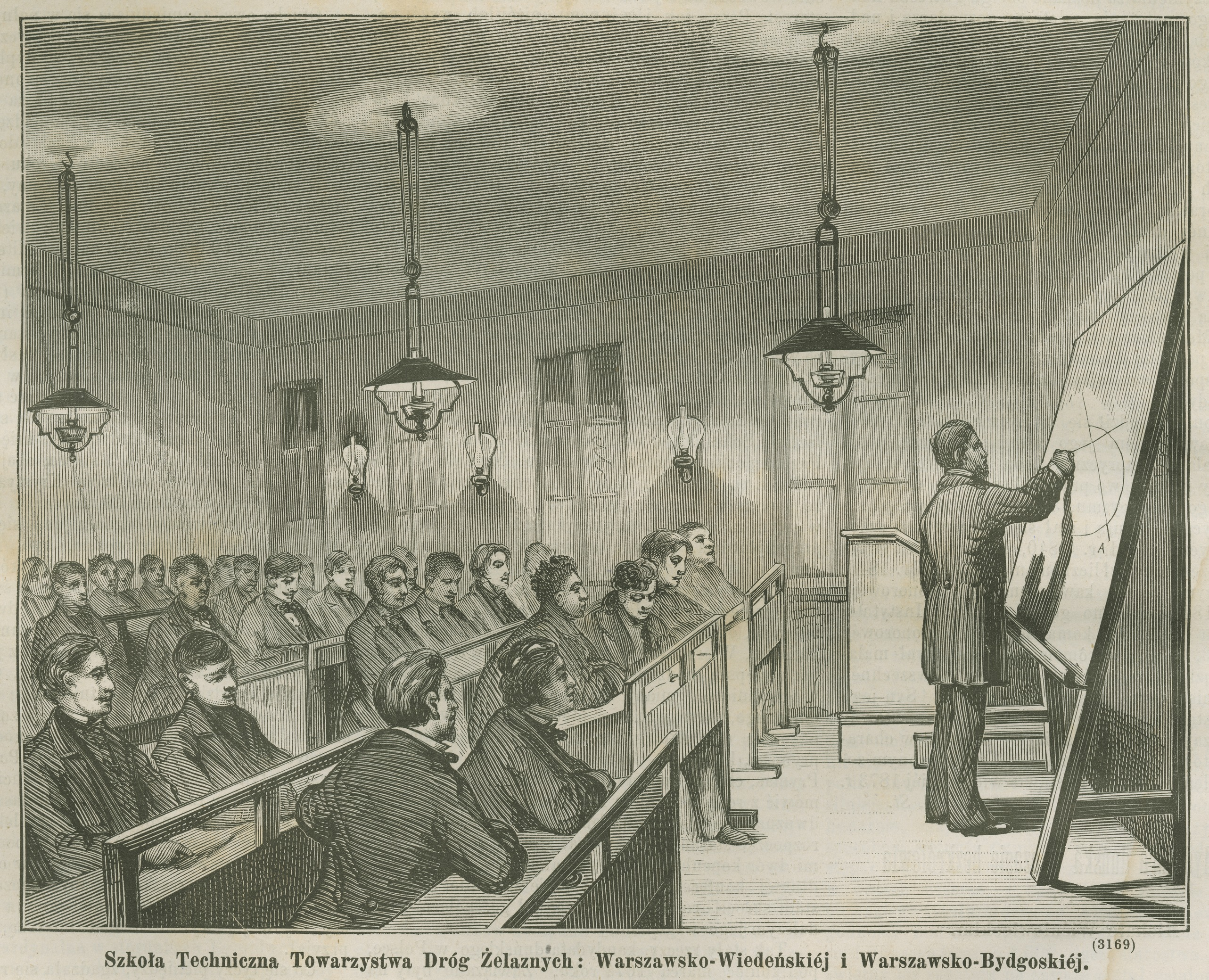
Szkoła Techniczna Towarzystwa Dróg Żelaznych Warszawsko-Wiedeńskiej i Warszawsko-Bydgoskiej

Projekt budowy linii kolejowej z Warszawy do granicy z zaborem austriackim powstał już w 1835 roku. Ponieważ ze stacji Granica w miejscowości Maczki (obecnie dzielnica Sosnowca), leżącej nad granicą zaborów, projektowany szlak miał się łączyć z linią kolejową przez Kraków do Wiednia, projektowana linia otrzymała nazwę: Droga Żelazna Warszawsko-Wiedeńska. Trasę przeprowadzono według projektu inż. Stanisława Wysockiego .
Głównymi inicjatorami budowy byli: Henryk Łubieński, wiceprezes Banku Polskiego, a także przedsiębiorca Piotr Antoni Steinkeller. Henryk Łubieński już od 1835 czynił starania o rozpoczęcie realizacji tej inwestycji. Natomiast z inicjatywy Piotra Steinkellera w 1838 utworzono Towarzystwo Akcyjne Drogi Żelaznej Warszawsko-Wiedeńskiej. Dwa lata później rozpoczęto roboty na odcinku z Warszawy do Skierniewic. Początkowo rozważano wybór trakcji parowej lub powozów ciągniętych po szynach przez konie, albo trakcji mieszanej, lecz ostatecznie w 1841 roku zdecydowano się na nowoczesną trakcję parową. Brak funduszy spowodował wstrzymanie robót w listopadzie 1841, a Towarzystwo następnie zbankrutowało w maju 1842 roku . Mimo to 4 lipca 1843 roku rząd Królestwa powołał Zarząd Drogi Żelaznej Warszawsko-Wiedeńskiej i podjął w 1844 roku prace finansowane przez Bank Pożyczkowy Cesarstwa Rosyjskiego . W listopadzie tego roku ukończono pierwszy odcinek linii z Warszawy do Pruszkowa. 28 listopada 1844 roku przejechał nim pierwszy pociąg wiozący namiestnika Królestwa i zaproszonych gości. Podróż trwała 26 minut, a powrotna 20 minut .
14 czerwca 1845 roku ukończono odcinek do Grodziska Mazowieckiego i wówczas otwarto kolej do użytku . 15 października 1845 roku tory doprowadzono do Skierniewic i Łowicza, 1 grudnia 1846 – udostępniono publicznie odcinek do Częstochowy, a 1 kwietnia 1848 otwarto odcinek do granicy w Maczkach (dziś dzielnica Sosnowca) . Cała linia miała długość 327,6 km i posiadała 27 stacji , a więc była to najdłuższa jednorazowo budowana linia w Europie. Była to też pierwsza linia kolejowa na ziemiach Królestwa Polskiego, a zarazem druga linia kolejowa w całym Imperium Rosyjskim (w skład którego wchodziły ziemie zaboru rosyjskiego) po zbudowanym wcześniej krótkim odcinku Kolei Carskosielskiej (27 km). Jako wyjątek wśród kolei na obszarze Cesarstwa Rosyjskiego miała ona szerokość toru 1435 mm (przyjętą za standard w większości państw Europy i na współczesnych kolejach polskich) zamiast przyjętej od 1843 w Rosji szerokości 1524 mm.
W pierwszym roku funkcjonowania kolei (w 1845) przewieziono 143 600 pasażerów i 143 300 cetnarów towarów. Tabor kolejowy wówczas składał się z 8 lokomotyw parowych (opalanych drewnem), 58 wagonów osobowych i 62 towarowych. W roku 1848 liczba lokomotyw sięgnęła już 35, wagonów osobowych 87 a towarowych 312 .
W latach 1859 i 1862 otwarto połączenia do granicy pruskiej: z Ząbkowic do stacji Sosnowiec i z Łowicza do Aleksandrowa Kujawskiego, łączące odpowiednio z Katowicami i Toruniem . W roku 1865 wybudowano połączenie pomiędzy Koluszkami a Łodzią (dziś Łódź Fabryczna).
Wraz z postępem techniki kolej poddawana była stałej modernizacji. Umacniano nawierzchnię torów, podkłady sosnowe wymieniano na dębowe, szyny żelazne na stalowe, w celu eksploatowania cięższych pociągów. Od 1859 roku parowozy opalano węglem . W latach od 1860 do 1880 etapami ułożono drugi tor od Warszawy do Ząbkowic. W 1890 roku liczba lokomotyw sięgnęła 287, wagonów osobowych 432, a towarowych 8718; liczba przewiezionych pasażerów sięgnęła 2,5 miliona, a ładunków 2,7 miliona ton . W 1913 przewieziono 13,3 miliona pasażerów, a liczba lokomotyw sięgnęła 469, wagonów osobowych 576 i towarowych 15 778. Kolej Warszawsko-Wiedeńska była najbardziej dochodową spośród linii kolejowych w Imperium Rosyjskim. Jej znaczenie ekonomiczne polegało m.in. na umożliwieniu eksportu węgla kamiennego z Zagłębia Dąbrowskiego do Prus i dostaw wyrobów łódzkiego przemysłu tekstylnego na rynek rosyjski.
Łącznie z budową kolei w Warszawie w listopadzie 1845 zbudowano okazały gmach Dworca Wiedeńskiego projektu arch. Henryka Marconiego. Dworzec nie zachował się do dzisiejszych czasów; w jego miejscu znajduje się obecnie stacja metra „Centrum”. W Warszawie umiejscowiono też Warsztaty Główne kolei zatrudniające 980 pracowników i będące największym zakładem fabrycznym w Warszawie . 1 października 1875 roku otwarto także w Warszawie Szkołę Techniczną Drogi Żelaznej Warszawsko-Wiedeńskiej .
Do 1857 roku eksploatacja kolei była w rękach skarbu rosyjskiego. W latach 1857–1864 kolej była dzierżawiona przez spółkę niemiecką , poza tym okresem pozostawała w polskich rękach.
W 1912 roku Droga Żelazna Warszawsko-Wiedeńska została upaństwowiona przez rząd rosyjski. Po odzyskaniu niepodległości przez Polskę została włączona do systemu kolei polskich.

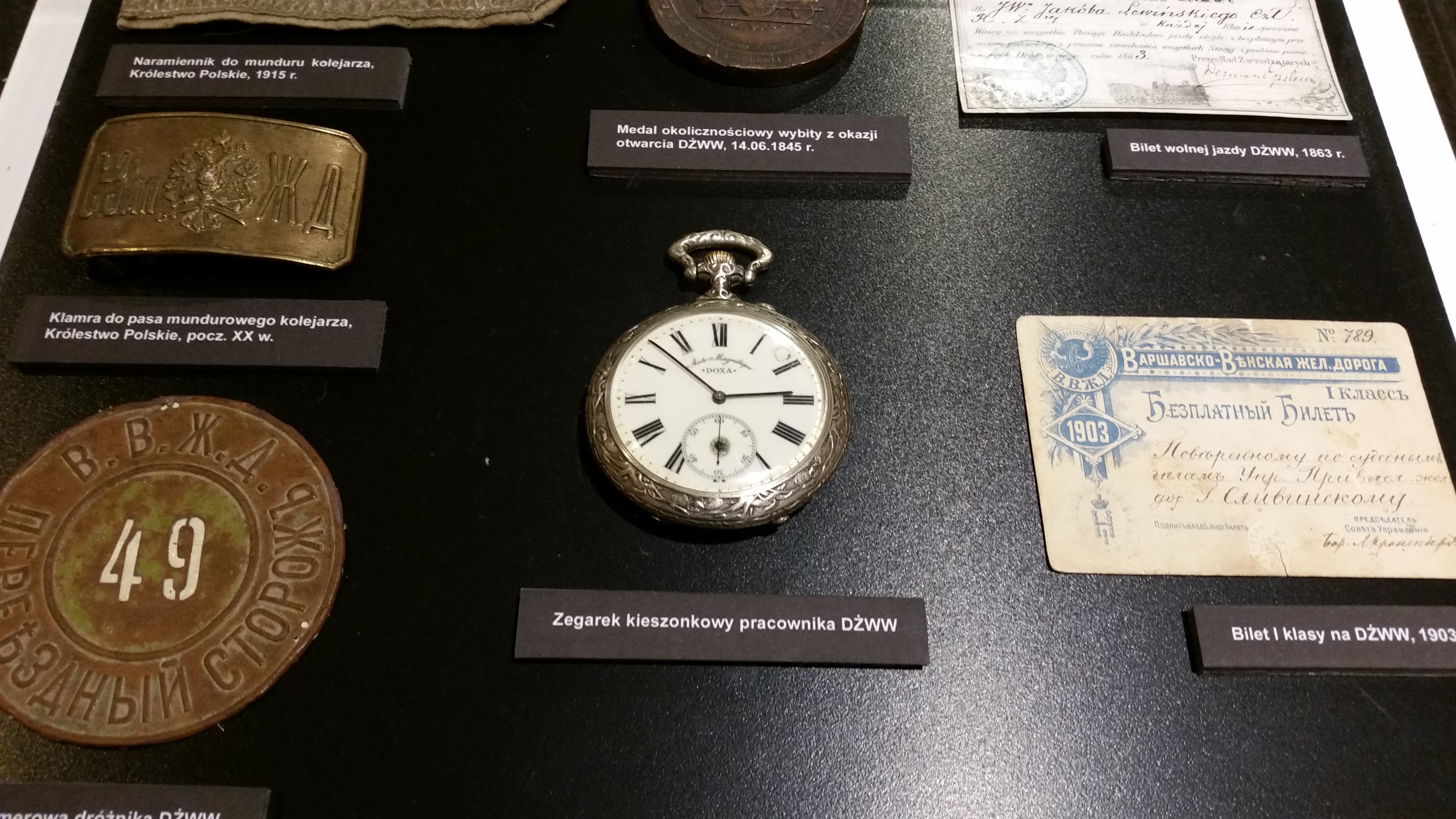
Zegarek kieszonkowy pracownika Drogi Żelaznej Warszawsko-Wiedeńskiej w Muzeum Kolejnictwa w Warszawie

W 2013 zburzono ostatni relikt kompleksu budynków Drogi Żelaznej Warszawsko-Wiedeńskiej w Warszawie – parterowy budynek przy ulicy Chmielnej 73.

## Parowozy

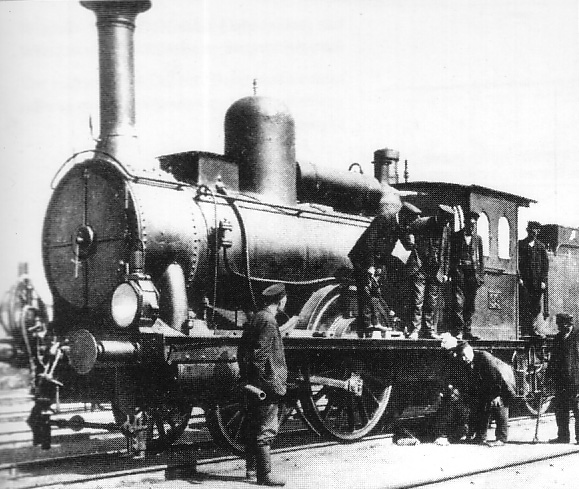
Parowóz firmy Borsig kursujący po Drodze Żelaznej Warszawsko-Wiedeńskiej

Umowa na pierwsze pięć parowozów została zawarta 3 marca 1840 roku z Johnem Cockerillem, właścicielem fabryki w Seraing. Umowa dotyczyła dwóch parowozów towarowych o układzie osi B1 („Warszawa” i „Wisła”) oraz osobowych o układzie osi 1A1 („Rawka”, „Bzura” i „Rogów”). Pierwsza maszyna „Warszawa” weszła do eksploatacji 29 września 1844 roku. Parowozy te zostały wyłączone z użytku przed rokiem 1863. Kolejne zamówienie, już po przejęciu kolei przez rząd Królestwa, zostało złożone w 1844 roku na pięć parowozów pasażerskich brytyjskiej firmy Sharp Roberts o układzie osi 1A1 (numery taborowe 6 – 10).
Do roku 1901 lokomotywy dla kolei warszawsko-wiedeńskiej kupowano w fabrykach zachodnioeuropejskich (m.in. Cockerill, Krauss, Schichau, Henschel, Borsig). Dopiero po tej dacie używano lokomotyw rosyjskich przekonstruowanych do jazdy po torze 1435 mm.

## Trasa
Warszawa – Pruszków – Grodzisk Mazowiecki – Żyrardów (Ruda Guzowska) – Skierniewice – Koluszki – Piotrków Trybunalski – Radomsko – Częstochowa – Poraj – Myszków – Zawiercie – Łazy – Ząbkowice – Strzemieszyce Południowe – Granica (Maczki)
z odgałęzieniami:
- Skierniewice – Łowicz (łącznik do Kolei Warszawsko-Kaliskiej),
- Koluszki – Łódź Fabryczna (Kolej Fabryczno-Łódzka),
- Ząbkowice – Sosnowiec

## Warszawa – Wiedeń
Komunikacja kolejowa od Warszawy do Krakowa, Wrocławia (Kolej Krakowsko-Górnośląska) i Wiednia była możliwa od 1 października 1848 roku przez kolej pruską (Kolej Górnośląska i Kolej Wilhelma) przez Mysłowice – Kędzierzyn (Dworzec Koźle) – Bogumin do Kolei Północnej.
Komunikacja Koleją Północną wewnątrz Austrii została otwarta w 1856 roku między Trzebinią a Dziedzicami.